# Monumento al Sagrado Corazón de Jesús (Toledo)
El monumento al Sagrado Corazón de Jesús es un edificio de la ciudad española de Toledo.

## Descripción
Se ubica fuera del casco antiguo de la ciudad de Toledo, en Castilla-La Mancha, frente a la ermita del Cristo de la Vega.
Su construcción fue promovida por el cardenal Pedro Segura, quien propuso su erección en 1930, siendo el proyecto ejecutado por el arquitecto toledano Juan García Ramírez. Fue levantado entre 1931 y 1933. La estructura y la escultura que la culmina fueron dañadas durante la guerra civil y tuvieron que ser restauradas.